# Gagrella sulphurea
Gagrella sulphurea is een hooiwagen uit de familie Sclerosomatidae.